# Saint-Mars-la-Réorthe
Saint-Mars-la-Réorthe è un comune francese di 887 abitanti situato nel dipartimento della Vandea nella regione dei Paesi della Loira.

## Società

### Evoluzione demografica
Abitanti censiti